# Deurdweilers
Dweilorkest De Deurdweilers is een (dweil)orkest uit het Nederlandse dorp Angeren.
Het orkest werd opgericht in november 1991. Dit dweilorkest is bekend geworden doordat zij tweemaal Nederlands Kampioen zijn geworden op de Bemmelse Dweildag en eenmaal Nationaal Kampioen in 2008 op het Nationaal Kampioenschap Dweilorkesten in Voorthuizen. Net als vele andere dweilorkesten treedt het orkest op diverse evenementen en tijdens het carnaval op.